# Méry-la-Bataille
Méry-la-Bataille è un comune francese di 632 abitanti situato nel dipartimento dell'Oise della regione dell'Alta Francia.

## Società

### Evoluzione demografica
Abitanti censiti